# Bien fongible
 (août 2012).
Si vous disposez d'ouvrages ou d'articles de référence ou si vous connaissez des sites web de qualité traitant du thème abordé ici, merci de compléter l'article en donnant les références utiles à sa vérifiabilité et en les liant à la section « Notes et références ».
Un bien fongible, ou chose de genre, est un bien sans identité propre, que l'on peut mesurer, compter ou peser, et qui peut indifféremment être échangé contre un autre bien du même genre en même quantité. Par exemple, la monnaie ou le riz sont des biens fongibles. Les biens non fongibles sont appelés corps certains ; il s'agit de biens uniques, tels qu'un appartement, ou une œuvre d'art.

## Droit par État

### Droit français
Lorsqu'ils sont objet d'obligations, les biens fongibles sont des choses dites de genre, déterminées seulement en quantité et qualité, par opposition aux corps certains qui sont individuellement définis par des caractéristiques propres.
L’argent, le blé, l'huile ou le vin sont des biens fongibles ou de genre. Les choses fongibles peuvent être remplacées par n'importe quelle chose du même genre. C'est pourquoi il est traditionnellement affirmé que les choses de genre ne périssent pas (« genera non pereunt »).
La monnaie est également fongible : une pièce d'un euro est interchangeable avec une autre pièce de un euro. Il en va de même des valeurs mobilières et, à plus forte raison, quand elles sont dématérialisées.
En revanche, un appartement dans un immeuble ou une œuvre d'art sont des corps certains.

### Droit québécois
La notion de bien fongible est mentionnée à l'article 1673 du Code civil du Québec  : 

« La compensation s’opère de plein droit dès que coexistent des dettes qui sont l’une et l’autre certaines, liquides et exigibles et qui ont pour objet une somme d’argent ou une certaine quantité de biens fongibles de même espèce.
Une partie peut demander la liquidation judiciaire d’une dette afin de l’opposer en compens »